# 七大工業國組織
七大工業國組織（英語：Group of Seven，簡稱G7）是一個由世界七大發達國家經濟體組成的政府與政府之间的政治论坛，正式成員国為美國、德国、英國、法國、日本、意大利、加拿大，欧盟为非正式成员，G7并非基于国际条约设立，也没有常设秘书处或办公室，主席国每年由成员国轮流担任，通过定期会晤和磋商，讨论和协调国际社会面临的重大经济和政治问题。

## 历史
G7的前身为美国财政部部長乔治·舒尔茨创立的图书馆小组。在面临第一次石油危机情况下，1973年3月25日，美国财政部部長乔治·舒尔茨邀请西德、法国、英国的财经首脑在白宫图书馆举行非正式会议商讨对策。在当年国际货币基金组织和世界银行的春季会议后，舒尔茨提议让日本加入，得到其他成员国的同意。美国、西德、法国、英国和日本被称为五国集团（G5）。
1975年，在时任法国总统瓦莱里·吉斯卡尔·德斯坦和西德总理赫尔穆特·施密特的建议下，五国集团和意大利领导人在法国朗布依埃召开首脑会议，集中讨论了经济危机的应对问题，并制定了今后每年定期举行峰会的计划。
在邀请加拿大加入后，1976年在波多黎各圣胡安举行的首脑峰会成为七国集团（G7）的第一次会议。
1977年，主席国英国邀请欧洲经济共同体参加七国集团首脑峰会，1981年起，欧洲经济共同体及继任的欧洲联盟成为常设非正式成员。20世纪80年代起，七国集团的讨论焦点由经济问题扩展至国际政治形势、全球气候变化、打击跨国犯罪等非经济议题。
从1994年那不勒斯峰会开始，俄罗斯以观察员身份参与七国集团首脑峰会的部分议题讨论，1997年的丹佛峰会，俄罗斯全面参与除金融和某些经济议题之外的所有讨论，这种非正式的安排被称为政治八国（P8或G7+1）。1998年，俄罗斯正式加入，形成八国集团（G8）。
2014年3月，因俄罗斯占领国际承认为乌克兰领土的克里米亚，俄罗斯的成员国资格被冻结。七国集团领导人宣布拒绝出席原定当年由俄罗斯主办的八国集团索契峰会，改为在布鲁塞尔举行七国集团峰会，并以七国集团（G7）名义继续运作。俄罗斯多次表示无意重返八国集团。

## 成員
| 成員國 | 政府領導人     | 政府領導人        | 財政部長                   | 財政部長                | 中央銀行行長       |
| ------ | -------------- | ----------------- | -------------------------- | ----------------------- | ------------------ |
| 加拿大 | 總理           | 馬克·卡尼         | 財政部長                   | 多米尼克·勒布朗         | 蒂夫·麥克倫        |
| 法國   | 總統           | 埃马纽埃尔·马克龙 | 財政部長                   | 安敦·亞曼               | 法蘭斯瓦·德·加爾豪 |
| 德国   | 聯邦總理       | 弗里德里希·默茨   | 財政部長                   | 拉尔斯·克林拜尔         | 约阿希姆·纳格尔    |
| 義大利 | 總理           | 喬治亞·梅洛尼     | 財政部長                   | 詹卡洛·乔尔杰蒂         | 伊格纳齐奥·维斯科  |
| 日本   | 內閣總理大臣   | 石破茂            | 財務大臣                   | 加藤勝信                | 植田和男           |
| 英国   | 首相           | 施紀賢            | 財政大臣                   |                         | 安德魯·貝利        |
| 美国   | 總統           | 唐納·川普         | 財政部長                   | 斯科特·貝森特           | 傑羅姆·鮑威爾      |
| 欧盟   | 欧洲理事会主席 | 安東尼奧·柯斯塔   | 欧洲经济和歐元货币事务專員 | 瓦爾季斯·東布羅夫斯基斯 | 克里斯蒂娜·拉加德  |
| 欧盟   | 欧盟委员会主席 | 乌尔苏拉·冯德莱恩 | 欧洲经济和歐元货币事务專員 | 瓦爾季斯·東布羅夫斯基斯 | 克里斯蒂娜·拉加德  |

## 首脑峰會
一年一度的G7首脑峰会由每个成员国的政府首脑参加。担任七国集团轮值主席国的成员国负责组织和主办今年的峰会，轮值顺序依次为法国、美国、英国、俄罗斯（2006年）、德国、日本、意大利、加拿大。
除此之外，轮值主席国也会安排多场部长级会议，包括财政部部长、外交部部长和环境部部长会议等，其中最重要的为G7财长会议，自1987年以来，七国集团财长至少每半年会晤一次。七国集团部长和官员也不定期就某些迫切议题召开紧急会议，各国领导人还不时成立特别工作组或工作小组，集中关注某些重要问题。
G6峰會：1975年；G7峰會：1976年至1996年，2014年至今；G8峰會：1997年至2013年
| 屆次   | 舉行日期             | 主辦國             | 主办国首脑                         | 主辦地             | 官方網頁及备注 |
| ------ | -------------------- | ------------------ | ---------------------------------- | ------------------ | --- |
| 第1屆  | 1975年11月15日至17日 | 法國               | 瓦莱里·吉斯卡尔·德斯坦             | 朗布依埃           | 唯一一次G6峰會 |
| 第2屆  | 1976年11月27日至28日 | 美国               | 杰拉尔德·福特                      | 多拉多             | 首次G7峰會 |
| 第3屆  | 1977年5月7日至8日    | 英国               | 詹姆斯·卡拉汉                      | 倫敦               | 欧委会主席首次受邀 |
| 第4屆  | 1978年7月16日至17日  | 西德               | 赫尔穆特·施密特                    | 波恩               | |
| 第5屆  | 1979年6月28日至29日  | 日本               | 大平正芳                           | 東京               | |
| 第6屆  | 1980年6月22日至23日  | 義大利             | 弗朗切斯科·科西加                  | 威尼斯             | |
| 第7屆  | 1981年7月20日至21日  | 加拿大             | 皮埃尔·特鲁多                      | 魁北克省           | |
| 第8屆  | 1982年6月4日至6日    | 法國               | 弗朗索瓦·密特朗                    | 凡爾賽             | |
| 第9屆  | 1983年5月28日至30日  | 美国               | 罗纳德·里根                        | 威廉斯堡           | |
| 第10屆 | 1984年6月7日至9日    | 英国               | 玛格丽特·撒切尔                    | 倫敦               | |
| 第11屆 | 1985年5月2日至4日    | 西德               | 赫尔穆特·科尔                      | 波恩               | |
| 第12屆 | 1986年5月4日至6日    | 日本               | 中曾根康弘                         | 東京               | |
| 第13屆 | 1987年6月8日至10日   | 義大利             | 阿明托雷·范范尼                    | 威尼斯             | |
| 第14屆 | 1988年6月19日至21日  | 加拿大             | 布赖恩·马尔罗尼                    | 多倫多             | |
| 第15屆 | 1989年7月14日至16日  | 法國               | 弗朗索瓦·密特朗                    | 巴黎               | |
| 第16屆 | 1990年7月9日至11日   | 美国               | 佐治·H·W·布什                      | 休斯敦             | |
| 第17屆 | 1991年7月15日至17日  | 英国               | 约翰·梅杰                          | 倫敦               | |
| 第18屆 | 1992年7月6日至8日    | 德国               | 赫尔穆特·科尔                      | 慕尼黑             | 两德统一后德国首次举办。 |
| 第19屆 | 1993年7月7日至9日    | 日本               | 宫泽喜一                           | 東京               | |
| 第20屆 | 1994年7月8日至10日   | 義大利             | 西尔维奥·贝卢斯科尼                |                    | |
| 第21屆 | 1995年6月15日至17日  | 加拿大             | 让·克雷蒂安                        | 哈利法克斯         | |
| 非正式 | 1996年4月19日至20日  | 俄羅斯             | 鲍里斯·叶利钦                      | 莫斯科             | 註：核子安全特別高峰會議 |
| 第22屆 | 1996年6月27日至29日  | 法國               | 雅克·希拉克                        | 里昂               | 首次有国际组织代表参与：联合国、世界银行、国际货币基金组织及世界贸易组织 |
| 第23屆 | 1997年6月20日至22日  | 美国               | 比尔·克林顿                        | 丹佛               | 俄罗斯加入该会议，形成G8。 |
| 第24屆 | 1998年5月15日至17日  | 英国               | 托尼·布莱尔                        | 伯明翰             | |
| 第25屆 | 1999年6月18日至20日  | 德国               | 格哈德·施罗德                      | 科隆               | |
| 第26屆 | 2000年7月21日至23日  | 日本               | 森喜朗                             | 名護市             | 南非、尼日利亚、阿尔及利亚和塞内加尔，以及世界卫生组织首次受邀。 |
| 第27屆 | 2001年7月20日至22日  | 義大利             | 西尔维奥·贝卢斯科尼                | 熱那亞             | 孟加拉国、马里和萨尔瓦多首次受邀。 |
| 第28屆 | 2002年6月26日至27日  | 加拿大             | 让·克雷蒂安                        | 卡纳纳斯基斯       | 官方网页 |
| 第29屆 | 2003年6月2日至3日    | 法國               | 雅克·希拉克                        | 埃維昂萊班         | 官方网页中华人民共和国、印度、巴西和墨西哥代表首次受邀，形成非正式的G8+5。首次受邀的还有埃及、摩洛哥、沙特阿拉伯、马来西亚及瑞士。                                                                           |
| 第30屆 | 2004年6月8日至10日   | 美国               | 佐治·W·布殊                        | 佐治亚州海岛       | 官方网页加纳、阿富汗、巴林、伊拉克、约旦、土耳其、也门和乌干达代表首次受邀。 |
| 第31屆 | 2005年7月6日至8日    | 英国               | 托尼·布莱尔                        | 蘇格蘭格伦伊格尔斯 | 官方网页G8+5机制首次形成，埃塞俄比亚和坦桑尼亚代表首次受邀。 |
| 第32屆 | 2006年7月15至17日    | 俄羅斯             | 佛拉迪米爾·普丁                    | 斯特列利纳         | 官方网页唯一一届在俄罗斯举办的G8峰会，国际原子能机构和联合国教科文组织代表首次受邀。 |
| 第33届 | 2007年6月6日至8日    | 德国               | 安格拉·梅克爾                      | 海利根达姆         | 官方网页经合组织和英联邦代表首次受邀。 |
| 第34届 | 2008年7月7日至9日    | 日本               | 福田康夫                           | 洞爷湖町           | 官方网页澳大利亚、印度尼西亚和韩国代表首次受邀。 |
| 第35屆 | 2009年7月8日至10日   | 義大利             | 西爾維奧·貝盧斯科尼                | 拉奎拉             | 原定在撒丁岛拉马达莱娜举办，但拉奎拉地震后时任意大利总理为展示对地震救援人员的支持而改在此举办。安哥拉、丹麦、荷兰和西班牙，以及联合国粮农组织、国际农业发展基金、世界粮食计划署和国际劳工组织代表首次受邀。 |
| 第36屆 | 2010年6月25日至26日  | 加拿大             | 史蒂芬·哈珀                        | 亨茨維爾           | 官方网页马拉维、哥伦比亚、海地和牙买加代表首次受邀。 |
| 第37屆 | 2011年5月26日至27日  | 法國               | 萨科齐                             | 多维尔             | 官方网页 几内亚、尼日尔、科特迪瓦和突尼斯，以及阿盟代表首次受邀。 |
| 第38屆 | 2012年5月18日至19日  | 美国               | 巴拉克·奥巴马                      | 戴维营             | 官方网页 原定在芝加哥与当年北约峰会一起举办，但后来因技术原因调整至此。 |
| 第39屆 | 2013年6月17日至18日  | 英国               | 卡麥隆                             | 厄恩湖             | 官方网页 （页面存档备份，存于） |
| 第40屆 | 2014年6月4日至5日    | 欧盟 · （ 比利时） | 赫尔曼·范龙佩 若泽·曼努埃尔·巴罗佐 | 布鲁塞尔           | 官方网页 原主辦地點是俄羅斯的索契，但因2014克里米亞危机而被凍結會籍，因此改在歐盟的所在地比利時布鲁塞尔主辦，本系列会议调整回G7。                                                                                    |
| 第41屆 | 2015年6月7日至8日    | 德国               | 安格拉·梅克爾                      | 艾爾莫城堡         | 官方网站 |
| 第42屆 | 2016年5月26日至27日  | 日本               | 安倍晉三                           | 志摩市             | 官方网站 |
| 第43屆 | 2017年5月26日至27日  | 義大利             | 保羅·真蒂洛尼                      | 陶尔米纳           | 官方网站 |
| 第44屆 | 2018年6月8日至9日    | 加拿大             |                                    | 魁北克省拉马巴克   | 官方网站 |
| 第45屆 | 2019年8月25至27日    | 法國               | 埃马纽埃尔·马克龙                  | 比亞里茨           | 官方网站 |
| 第46屆 | 2020年               | 美国（原定）       | 唐納·川普（原定）                  | 戴维营（原定）     | 原本因為嚴重特殊傳染性肺炎疫情延期至2020年3月19日，改以視訊會議舉辦，但最終由於川普強硬要求必須線下會議，無法磋商一致而宣告取消。                                                                            |
| 第47屆 | 2021年6月11日至13日  | 英国               | 鮑里斯·強森                        | 卡比斯湾           | 官方网站 |
| 第48屆 | 2022年6月26日至28日  | 德国               | 奥拉夫·朔尔茨                      | 艾爾莫城堡         | 官方网站烏克蘭總統澤連斯基視訊與會，該國事實上首次與會。 |
| 第49屆 | 2023年5月19日至21日  | 日本               | 岸田文雄                           | 廣島市             | 官方网站烏克蘭總統澤連斯基親自參與會議。 |
| 第50屆 | 2024年6月13日至15日  | 義大利             | 喬治亞·梅洛尼                      | 法萨诺             | 梵蒂冈教皇方济各首次与会。 |
| 第51屆 | 2025年6月15日至17日  | 加拿大             | 馬克·卡尼                          | 卡纳纳斯基斯       | 官方网站 |

## 各成员现任領導人物
- 美国
总统 唐納·川普
- 英国
首相 施紀賢
- 法国
总统 埃马纽埃尔·马克龙
- 德国
總理 弗里德里希·默茨
- 日本
首相 石破茂
- 意大利
總理 喬治亞·梅洛尼
- 加拿大
總理 馬克·卡尼
- 欧洲联盟
欧盟委员会主席 乌尔苏拉·冯德莱恩
- 欧洲联盟
欧洲理事会主席 安東尼奧·柯斯塔

## 外部連結
- G7 信息中心